# 98 км (зупинний пункт, Південно-Західна залізниці)
98 км — закритий зупинний пункт Південно-Західної залізниці (Україна), розташований на дільниці Фастів I — Миронівка між станціями Карапиші (відстань — 7 км) і Миронівка (5 км).